# Chiesa di San Bartolomeo (Cagliari)
La chiesa di San Bartolomeo è una chiesa parrocchiale di Cagliari. Si trova in piazza San Bartolomeo, nella zona vecchia dell'omonimo quartiere.

## Storia e descrizione
Il tempio, dedicato a san Bartolomeo, venne eretto nel XVII secolo, in stile gotico catalano, e fu sede del gremio dei Beccai (i macellai). Vicino a San Bartolomeo, nella stessa epoca, venne eretta una chiesetta dedicata alla Vergine di Lluc; quest'ultima non esiste più, ma è ricordata nel nome della via Vergine di Lluc, che da piazza San Bartolomeo conduce al viale Poetto.
La chiesa di San Bartolomeo presenta una semplice facciata a capanna, al cui apice si eleva un campanile a vela. Il portale, ritoccato nel XVIII secolo in stile barocchetto piemontese, è sormontato da un arco a sesto acuto, sopra il quale si apre un piccolo oculo.
All'interno, la chiesa si presenta a navata unica, con cappelle laterali. Di particolare pregio è la cappella dedicata alla Madonna di Trapani, la cui costruzione, nel 1678, venne finanziata da un lascito di Rosalia Genovès, nobildonna di origini trapanesi. La cappella custodisce un sontuoso altare barocco, in legno dorato, dove è esposta una statua seicentesca raffigurante la Vergine, copia del trecentesco simulacro, scolpito da Nino Pisano, che si venera a Trapani. Sono ancora da segnalare alcuni dipinti seicenteschi (alcuni dei quali provenienti da un grande retablo, smembrato nel 1950) e il paliotto marmoreo dell'altare maggiore, settecentesco.